# Офер Нисим
Офер Нисим (на иврит: עופר ניסים) е израелски диджей и музикален продуцент. Роден е в Тел Авив, Израел през 1964 г.
Нисим записва предимно хаус музика, основно в теченията на прогресива и трайбъла. Вокалите в повечето песни са на израелската певица Мая Симантов, с която от години работи заедно под името Offer Nissim с участието на Maya.
Нисим е особено известен с ремикс версиите си на песни на изпълнители от ранга на Мадона, Кристина Агилера, Бионсе, Риана и Дженифър Лопес. Освен за музиканти от световната сцена Нисим ремиксира и за множество израелски изпълнители, сред които най-известни са Дана Интернешънъл, Офра Хаза и Иври Лидер.
Извън родния му Израел, където е нареждан сред най-добрите в жанра, неговите енергични сетове са особено популярни в клубове в САЩ, Мексико, Канада, Бразилия и Европа. Сетовете му включват музика, изпълнявана предимно от жени. Въпреки че до този момент Нисим няма официално записан студиен албум, той има издадени няколко компилации и множество сингли.
Офер Нисим открито подкрепя гей правата и често пуска музика на гей прояви или в гей клубове. Нисим също така е дългогодишен продуцент и приятел на трансексуалната певица Дана Интернешъл. Музиката му се издава от лейбъла Club 69 на близкия му приятел Петер Раухофер.